# Aumelas
Aumelas – miejscowość i gmina we Francji, w regionie Oksytania, w departamencie Hérault.
Według danych na rok 1990 gminę zamieszkiwały 332 osoby, a gęstość zaludnienia wynosiła 6 osób/km² (wśród 1545 gmin Langwedocji-Roussillon Aumelas plasuje się na 607. miejscu pod względem liczby ludności, natomiast pod względem powierzchni na miejscu 42.).